# Agustí Arqués i Jover
Agustí Arqués i Jover (Cocentaina, 30 d'abril de 1734 - València, 14 de juny de 1808) va ser un religiós i historiador valencià.
Nat al si d'una família contestana acomodada, es dedica als estudis. Als 15 anys entra al Convent de Santa Llúcia d'Elx, dins de l'Orde dels Mercedaris. Dins de la congregació, va processar al Reial Convent de València i va cursar Art, Filosofia i Teologia. Va dedicar-se a la docència i a la investigació, i entre altres càrrecs, va ser Arxiver General de l'Orde entre 1782 i 1793, Cronista General de la Província de València (1784) i Definidor General de la mateixa circumscripció (1787).

## Obra
Arqués i Jover va deixar una extensa bibliografia, que segons la Biblioteca Nacional d'Espanya, puja a 29 obres en 40 volums. Va traduir llibres d'altres llengües, com del francès i de l'italià.
Algunes de les seues obres més destacades són:
- Las Glorias de María
- Colección de Pintores, Escultores Desconocidos Sacada de Instrumentos Antiguos Auténticos
- Breve Historia de Nuestra Señora del Milagro de Cocentaina
- Biblioitheca Scriptorum Ordinis B. Mariae de Mercede